# Nelson Davidyan
Nelson Amoyakovich Davidyan est un lutteur soviétique arménien, né le 6 avril 1950 à Chartar et mort le 11 septembre 2016 à Kiev, spécialisé en lutte gréco-romaine. Il est entraîneur de lutte dans les années 1990 et 2000.

## Palmarès

### Jeux olympiques
- Médaille d'argent dans la catégorie des moins de 62 kg en 1976 à Montréal

### Championnats du monde
- Médaille d'or dans la catégorie des moins de 62 kg en 1975 à Minsk
- Médaille d'or dans la catégorie des moins de 68 kg en 1974 à Katowice

### Championnats d'Europe
- Médaille d'or dans la catégorie des moins de 62 kg en 1980 à Prievidza
- Médaille d'or dans la catégorie des moins de 62 kg en 1973 à Helsinki
- Médaille d'argent dans la catégorie des moins de 62 kg en 1977 à Bursa